# Kriest-Chaldżaj
Kriest-Chaldżaj (ros. Крест-Хальджай) – wieś w Rosji, w Jakucji, w ułusie tompońskim. W 2010 liczyła 1521 mieszkańców.

## Urodzeni
- Fiodor Ochłopkow